# Duque na Baviera

Brasão de Armas dos Duques na Baviera.

Duque na Baviera (em alemão: Herzog in Bayern) foi um título aristocrático utilizado pelos membros da Casa de Wittelsbach descendentes do ramo dos Condes Palatinos de Zweibrücken-Birkenfeld-Gelnhausen. Não se deve confundir com o título de Duque da Baviera (em alemão: Herzog von Bayern).
O título cresceu em importância quando foi concedido em 1799 - agora com o título de Alteza Real - a Guilherme, Conde Palatino de Zweibrücken-Birkenfeld-Gelnhausen e seus descendentes, que fundaram um ramo cadete da Casa de Wittelsbach, que era a casa governante da Baviera desde 1180. O título de Duque da Baviera foi usado pelos governantes da Baviera de 907 até a Baviera ser elevada ao status de Eleitorado do Sacro Império Romano, em 1623 (com algumas interrupções quando a Baviera foi subdividida).
Em 16 de fevereiro de 1799, o chefe da Casa de Wittelsbach, Carlos Teodoro, Eleitor da Baviera, morreu. Naquela época, havia dois ramos remanescentes da família Wittelsbach: Zweibrücken, chefiado pelo duque Maximiliano José , e Birkenfeld, chefiado pelo conde palatino Guilherme. Maximiliano José herdou, de Carlos Teodoro, o título  de Eleitor da Baviera, enquanto Guilherme foi compensado com o título de Duque na Baviera. A forma de Duque na Baviera foi escolhida porque, em 1506, a primogenitura foi estabelecida na Casa de Wittelsbach, o que fez com que houvesse apenas um Duque da Baviera dali em diante.
Em 1965, havia apenas dois membros masculinos da família - o Duque Luís Guilherme na Baviera e seu primo, o Duque Luitpoldo -,  ambos idosos e sem filhos. Em 18 de março de 1965, o Duque Luís Guilherme adotou o Príncipe Max da Baviera, o segundo filho de Alberto Leopoldo da Baviera e neto de Maria Gabriela da Baviera, irmã de Luís Guilherme. A partir de então, Max passou a usar o sobrenome Herzog in Bayern em vez do sobrenome Prinz von Bayern. Max teve cinco filhas, todas nascidas com o sobrenome Herzogin in Bayern.